# Supercoppa italiana 2003
Supercoppa italiana 2003 byl šestnáctý ročník soutěže o trofej Supercoppa italiana, tedy o italský fotbalový Superpohár. Střetly se v něm týmy Juventus FC jakožto vítěz Serie A ze sezony 2002/03 a celek AC Milán, který se ve stejné sezoně (tj. 2002/03) stal vítězem italského fotbalového poháru Coppa Italia.
Zápas se odehrál 3. srpna 2003 v americkém městě East Rutherford na stadionu Giant Stadium. Zápas vyhrál, obhájil a počtvrté získal tuhle trofej klub Juventus FC.

## Detaily zápasu
| 3. srpen 2003 15:00 UTC-05:00 |        |                     |                                                                           |
| Juventus FC                   | 1 – 1  | AC Milán            | Giant Stadium, East Rutherford diváci: 54 128 rozhodčí: Pierluigi Collina |
| Trézéguet 105+3'              | Report | 105+2' (pen.) Pirlo | Giant Stadium, East Rutherford diváci: 54 128 rozhodčí: Pierluigi Collina |

|                                                 |       | Penaltový rozstřel           |  |
| Di Vaio Trézéguet Birindelli Camoranesi Ferrara | 5 : 3 | Pirlo Serginho Brocchi Nesta |  |

| Juventus FC | AC Milán |

| G              | 1  | Gianluigi Buffon      |     |      |
| D              | 15 | Alessandro Birindelli |     |      |
| D              | 23 | Nicola Legrottaglie   |     |      |
| D              | 13 | Mark Iuliano          |     | 107' |
| D              | 19 | Gianluca Zambrotta    |     |      |
| C              | 3  | Alessio Tacchinardi   | 81' |      |
| C              | 18 | Stephen Appiah        |     |      |
| C              | 11 | Pavel Nedvěd          |     |      |
| A              | 9  | Fabrizio Miccoli      |     | 53'  |
| A              | 17 | David Trézéguet       |     |      |
| A              | 10 | Alessandro Del Piero  |     | 68'  |
| Náhradníci:    |    |                       |     |      |
| G              | 12 | Antonio Chimenti      |     |      |
| D              | 2  | Ciro Ferrara          |     | 107' |
| D              | 7  | Gianluca Pessotto     |     |      |
| C              | 8  | Antonio Conte         |     |      |
| C              | 16 | Mauro Camoranesi      |     | 53'  |
| C              | 26 | Edgar Davids          |     |      |
| A              | 20 | Marco Di Vaio         |     | 68'  |
| Trenér:        |    |                       |     |      |
| Marcello Lippi |    |                       |     |      |

| G               | 77 | Christian Abbiati |     |     |
| D               | 2  | Cafu              |     |     |
| D               | 13 | Alessandro Nesta  |     |     |
| D               | 3  | Paolo Maldini     | 28' |     |
| D               | 4  | Kacha Kaladze     |     |     |
| C               | 21 | Andrea Pirlo      |     |     |
| C               | 8  | Gennaro Gattuso   |     | 45' |
| C               | 20 | Clarence Seedorf  |     | 77' |
| C               | 10 | Rui Costa         |     | 81' |
| A               | 7  | Andrij Ševčenko   |     |     |
| A               | 9  | Filippo Inzaghi   |     |     |
| Náhradníci:     |    |                   |     |     |
| G               | 12 | Dida              |     |     |
| D               | 14 | Dario Šimić       |     |     |
| D               | 25 | Roque Júnior      |     |     |
| C               | 23 | Massimo Ambrosini |     | 45' |
| C               | 27 | Serginho          |     | 77' |
| C               | 32 | Cristian Brocchi  |     | 81' |
| A               | 18 | Marco Borriello   |     |     |
| Trenér:         |    |                   |     |     |
| Carlo Ancelotti |    |                   |     |     |